# Діана Альберс
Діана Альберс (англ. Diana Albers) — американська леттерерка коміксів. Найвідоміша тим, що працювала над леттерерінгом сотні книжок для Marvel Comics з кінця 1970-х до середини 1990-х. До коміксів належать: Iron Man #114 (Вересень 1978), Ghost Rider #45 (Червень 1980), Doctor Strange #46 (Квітень 1981), Captain America #318 (Червень 1986), Alpha Flight #128 (Січень 1994) та The Mighty Thor #482 (Січень 1995).